# Helmut Böttiger (Autor, 1940)
Helmut Böttiger (* 1940) ist ein deutscher Autor und Verleger.

## Leben
Böttiger studierte Theologie und Pädagogik; später promovierte er in Soziologie zum Dr. phil. Neben seiner Autorentätigkeit arbeitete er an verschiedenen Schulen und Hochschulen als Pädagoge. Später gründete er den Dr. Böttiger-Verlag als deutschen Hausverlag der LaRouche-Bewegung und engagierte sich an der Privaten Akademie für Humanistische Studien in Wiesbaden. 1994 kandidierte Böttiger für die Bürgerrechtsbewegung Solidarität erfolglos für das Europaparlament. Helmut Böttiger lebt in Wiesbaden.

## Veröffentlichungen (Auswahl)
- Treibhauseffekt – Ozonloch, Klimakatastrophe oder Medienpsychose, 1992
- Klimawandel: Gewissheit oder politische Machenschaft? (Imhof-Zeitgeschichte), 2008
- Konrad Zuse: Erfinder, Unternehmer, Philosoph und Künstler, 2011
- Wertewandel durch die 68er-Generation: Bekenntnisse eines geistigen Terroristen" (Imhof-Zeitgeschichte), 2015
- Die größten Politik-Irrtümer der heutigen Zeit
- Die Mobilität des Menschen. Über Wege, Bahn und Grenzen hinaus